# Oud-Heverlee Leuven
Oud-Heverlee Leuven (wym. [ˈʌut ˈɦeːvərˌleː ˈløːvə(n)]) – belgijski klub piłkarski, grający w Eerste klasse A, mający siedzibę w mieście Heverlee. Klub powstał w wyniku fuzji trzech klubów K. Stade Leuven, K. K. Daring Club Leuven i F.C. Zwarte Duivels Oud-Heverlee. Domowe mecze zespół rozgrywa na stadionie o nazwie Den Dreef. Pojemność obiektu to 8 519 miejsc.

## Historia
F.C. Zwarte Duivels Oud-Heverlee został założony w 1957 roku oraz zarejestrowany w Belgijskim Związku Piłki Nożnej. W sezonie 1999/2000 zdobył mistrzostwo 4 dywizji, w której występował razem z lokalnym rywalem K. Stade Leuven. Latem 2002 w celu utworzenia silnej drużyny trzy miejskie drużyny K. Stade Leuven, K. Daring Club Leuven oraz F.C. Zwarte Duivels Oud-Heverlee połączyły się i w ten sposób powstał nowy klub o nazwie Oud-Heverlee Leuven. W sezonie 2004/05 klub zajął drugie miejsce w trzeciej dywizji i w meczach play-off zdobył awans do drugiej ligi, a w 2011 do pierwszej.

## Sukcesy
- Belgijska Druga Liga:
  - mistrzostwo (1): 2010/2011

## Skład na sezon 2020/2021
| Nr | Poz. | Piłkarz                                        |
| -- | ---- | ---------------------------------------------- |
| 1  | BR   | Kawin Thamsatchanan                            |
| 3  | OB   | Sofian Chakla                                  |
| 4  | PO   | Kristijan Malinow                              |
| 5  | OB   | Pierre-Yves Ngawa                              |
| 6  | OB   | Sébastien Dewaest (wypożyczony z KRC Genk)     |
| 7  | NA   | Yannick Aguemon                                |
| 8  | NA   | Siebe Schrijvers                               |
| 9  | NA   | Sory Kaba (wypożyczony z FC Midtjylland)       |
| 10 | PO   | Xavier Mercier                                 |
| 11 | NA   | Musa Al-Taamari                                |
| 13 | BR   | Rúnar Alex Rúnarsson (wypożyczony z Arsenalu)  |
| 14 | PO   | Thibault Vlietinck (wypożyczony z Club Brugge) |
| 15 | OB   | Dylan Ouédraogo                                |
| 17 | NA   | Mykoła Kucharewycz (wypożyczony z Troyes)      |
| 18 | OB   | Barnabás Bese                                  |
| 19 | NA   | Lewan Szengelia                                |

| Nr | Poz. | Piłkarz                                       |
| -- | ---- | --------------------------------------------- |
| 20 | PO   | Isaac Asante                                  |
| 21 | PO   | Alexis De Sart (wypożyczony z Royalu Antwerp) |
| 24 | OB   | Casper De Norre                               |
| 25 | OB   | Louis Patris                                  |
| 27 | PO   | Mandela Keita                                 |
| 28 | OB   | Toon Raemaekers                               |
| 29 | OB   | Scotty Sadzoute                               |
| 32 | NA   | Daan Vekemans                                 |
| 33 | PO   | Mathieu Maertens                              |
| 35 | OB   | Cenk Özkacar (wypożyczony z Olympique Lyon)   |
| 38 | BR   | Oregan Ravet                                  |
| 39 | NA   | Arthur Allemeersch                            |
| 46 | PO   | Milan Taildeman                               |
| 77 | NA   | Jesse Sekidika (wypożyczony z Galatasaray)    |
| 90 | BR   | Rafael Romo                                   |
| 99 | NA   | Kaweh Rezaei                                  |